# Notiocoelotes palinitropus
Notiocoelotes palinitropus là một loài nhện trong họ Agelenidae.
Loài này thuộc chi Notiocoelotes. Notiocoelotes palinitropus được miêu tả năm 1994 bởi Zhu & Jia-Fu Wang.